# Pathfinder: Wrath of the Righteous
Pathfinder: Wrath of the Righteous (с англ. — «Следопыт: Гнев праведников») — изометрическая компьютерная ролевая игра, разработанная российской студией Owlcat Games и выпущенная компанией META Publishing. Действие Pathfinder: Wrath of the Righteous разворачивается во вселенной настольной ролевой игры Pathfinder. Анонсированная в рамках кампании Kickstarter в феврале 2020 года, игра была выпущена для Windows и macOS 2 сентября 2021 года, а выпуск версий для PlayStation 4, Xbox One и Nintendo Switch (облачная версия) состоялся 29 сентября 2022 года.

## Сюжет
Королевство Мендев на протяжении многих десятилетий находится в состоянии войн с Мировой язвой — магическим разломом, который позволяет демонам перемещаться из их родного царства Бездны в мир смертных. Эти войны, именуемые крестовыми походами, с годами становятся всё безуспешней, главным образом потому, что орды демонов, сражённые в обычном мире, возвращаются к жизни в Бездне.
Действие игры начинается в городе Кенабресе на окраине Мендева. Пережив вторжение демонов на город главный герой выясняет, что он обладает необычными мифическими способностями неизвестного происхождения. После победы при Кенабресе королева Мендева Голфри назначает героя рыцарем-командором нового Пятого крестового похода.
Командор должен набрать армию крестоносцев для борьбы с силами демонов, а также выяснить, как закрыть Мировую язву. Ему предстоит отвоевать территории и завербовать в свой отряд различных персонажей. С ростом мифических сил командору также нужно выбрать свой мифический путь и стать ангелом, демоном, личом, трикстером, эоном, азатой или иной сущностью. Выбранный путь значительно влияет на способности, стиль правления и судьбу героя.
Командору удаётся выяснить, что его мифические способности были получены в ходе эксперимента, проведённого над ним демоницей Арилу Ворлеш, создавшей Мировую язву. Ворлеш пыталась поместить душу своего убитого ребёнка в тело командора, но вместо этого создала источник мифической силы, после чего стёрла память героя о произошедшем. Источник был активирован из-за напряжения, вызванного атакой на Кенабрес, и продолжал набирать силы в ходе сражений командора с могущественными созданиями. Осознав природу происхождения своих способностей, герой может отказаться от них, став на путь становления смертной легендой.
По словам Ворлеш, Мировая язва связана с её душой и душой командора, поэтому один из них должен умереть, чтобы закрыть её. Командор вступает в битву с Ворлеш на пороге Мировой язвы и одерживает верх. В зависимости от действий героя и его мифического пути исход их с демоницей судеб может быть различным. Если командор закроет Мировую язву, земли Мендева наконец окажутся в безопасности. Однако у героя есть возможность использовать магический портал в своих целях.
Существует также секретная концовка, в которой рыцарю-командору удаётся узнать больше информации об экспериментах Ворлеш и осознать, что она пытается стать полубогиней. После победы над демоницей командор, собрав необходимые материалы и сведения, сам завершает восхождение, обретя ещё большее могущество и став практически бессмертным. Он может получить статус полубога в одиночку или же разделить его со своими спутниками и Арилу Ворлеш.

## Разработка
Игра является продолжением Pathfinder: Kingmaker, предыдущей ролевой игры того же разработчика, но в ней рассказывается другая история. Продолжение основано на движке Kingmaker для решения проблем, поднятых критиками и игроками, и расширяет дополнительные наборы правил из настольной игры, включает новые классы персонажей и систему мифического развития. В феврале 2020 года Owlcat Games запустила краудфандинговую кампанию на сайте Kickstarter для того, чтобы собрать дополнительные средства на разработку игры. На Kickstarter было успешно собрано более 2 миллионов долларов США из запрошенных 300 000, что позволило добавить несколько дополнительных целей во время разработки. Как и её предшественница, Wrath of the Righteous следует одноимённому пути приключений, первоначально опубликованному в августе 2013 года.

### Дополнения
В период с ноября 2021 года по январь 2022 года разработчики выпустили 4 небольших бесплатных дополнения, носящих в основном косметический характер. Первым большим сюжетным DLC стало дополнение «Неизбежные последствия», выпущенное 3 марта 2022 года, которое может быть пройдено в рамках сюжета основной кампании. В нём рыцарь-командор и его спутники оказываются заперты в ином измерении хранителем магии, который убеждён, что их мифические способности нарушают законы вселенной. Второе дополнение, озаглавленное «Шаги по пеплу», увидело свет 21 апреля 2022 года. Это побочная мини-кампания, в центре сюжета которой находится группа горожан, пытающихся спастись из осаждённого демонами Кенабреса. Третье дополнение «Сокровища Полуночных островов» вышло 30 августа 2022 года. Оно представляет собой roguelike режим, где отряду игрока предстоит исследовать участок Бездны в поисках сокровищ, и может быть пройдено в ходе основного сюжета.
В октябре 2022 студия Owlcat объявила о втором сезонном абонементе в рамках поддержки игры, куда войдёт три новых больших DLC. Первое из них добавит в игру нового спутника, класс и локацию, второе продолжит сюжет кампании «Шаги по пеплу», а в третьем игроки смогут посетить восстановленный Кенабрес перед финальным этапом Пятого крестового похода. Релиз первого из обещанных дополнений под названием «Последние саркорийцы» состоялся 7 марта 2023 года. Выход следующего дополнения, озаглавленного «Властелин ничего», состоялся 21 ноября 2023 года. Заключительное дополнение «Танец масок» вышло 13 июня 2024 года.

## Отзывы
Согласно агрегатору рецензий Metacritic, игра получила в целом положительные отзывы критиков. Рейтинг составляет 83 балла из 100 на основе 32 обзоров.
В марте 2022 года на ежегодной премии LUDI Awards, организованной российскими сайтами Канобу и Игромания, игра заняла 1 место в категории «Наша игра года», 2 место в категории «RPG года» и 1 место в категории «Лучший саундтрек».
В январе 2023 года стало известно, что продажи игры превысили 1 млн копий.